# Нель-Петерс, Деми-Лей
Деми-Лей Тибоу (африк. Demi-Leigh Tebow; фамилия при рождении — Нель-Петерс африк. Nel-Peters, род. 28 июня 1995, Седжфилд (ЮАР), Западно-Капская провинция) — южноафриканская модель, победительница конкурса «Мисс Вселенная 2017». Вторая в истории конкурса победительница из ЮАР после Маргарет Гардинер, ставшей Мисс Вселенной в 1978 году.

## Ранние годы и личная жизнь
Деми-Лей Нель-Петерес родилась в городе Седжфилд в Западно-Капской провинции в семье Энн-Мари Стинкамп и Бенни Петерса. У неё была единоутробная младшая сестра Франье Петерс, инвалид с рождения из-за церебеллярного агенеза, которую она называла своим самым значительным мотиватором в жизни; 4 мая 2019 года она объявила, что Франье умерла в возрасте 13 лет. Нель-Петерес окончила Северо-Западный университет со степенью бакалавра по управлению бизнесом. Свободно владеет английским и африкаансом.
С 20 января 2020 года Нель-Петерс замужем за игроком в американский футбол Тимом Тибоу, с которым она встречалась 2 года до свадьбы.2025 году у пары родилась дочь.
Как и Тибоу, она христианка.

## Конкурсы

### Мисс ЮАР 2017
Нель-Петерс начала свою карьеру с победы в конкурсе красоты Мисс ЮАР 2017, в котором она представляла Западно-Капскую провинцию. Эта победа дала ей право представлять ЮАР в конкурсах Мисс мира 2017 и Мисс Вселенная 2017, но из-за того, что даты конкурсов совпали, она смогла принять участие только в конкурсе Мисс Вселенная, который состоялся в Лас-Вегасе.

### Мисс Вселенная 2017
После победы в конкурсе Мисс ЮАР, Нель-Петерс называли главной претенденткой на корону Мисс Вселенной 2017. Одержав победу, Нель-Петерс получила корону Мисс Вселенной из рук прошлогодней победительницы — француженки Ирис Миттенар. Нель-Петерс стала второй в истории конкурса победительницей из ЮАР после Маргарет Гардинер, победившей в 1978 году.
В ходе конкурса Стив Харви спросил Нель-Петерс: «Каким из своих личных качеств Вы гордитесь больше всего, и как Вы будете использовать это качество как Мисс Вселенная?» Нель-Петерс ответила, что «нужно быть уверенной в себе как личности. Мисс Вселенная — это женщина, которая победила в себе множество страхов и поэтому способна помочь другим женщинам преодолеть их страхи. Она — женщина, у которой никогда нельзя попросить слишком много, и я думаю, что я как раз такой человек». Нель-Петерс также заявила о желании использовать свой курс индивидуальной самообороны для того, чтобы помочь как можно большему числу женщин, и высказалась против дискриминации женщин на рабочем месте, указав на несправедливость более низкой оплаты женского труда.